# Judíos de Bujará
Los judíos de Bujará, también judíos bujarianos o judíos bujaris, (en persa: یهودی بخارایی‎ Yahūde-ye Bukhārāī; Bukharskie Evrei; en hebreo: בוכרים‎ o Bukharim; tayiko y bújaro cirílico: яҳудиёни бухороӣ  Yahudiyoni bukhoroī (Judíos de Bujara) o яҳудиёни Бухоро Yahudiyoni Bukhoro (judíos de Bujará), (en hebreo: יהודיאני בוכאראי y יהודיאני בוכארי), también llamados Bnai Israel, son aquellos judíos de Asia Central que hablan el bújaro, un dialecto del tayiko. Su nombre proviene del antiguo Emirato de Bujará, un estado centroasiático que llegó a tener una considerable comunidad judía. Desde la disolución de la Unión Soviética, la gran mayoría ha emigrado a Eretz Israel o a los Estados Unidos (especialmente al Estado de Nueva York), mientras que otros han emigrado a Europa o a  Australia

## Antecedentes
Según algunos textos antiguos, hubo gente de ascendencia judía que comenzó a viajar a Asia Central para trabajar como comerciantes desde el reinado del rey David de Jerusalén ya en el siglo X A.C Cuando el rey persa Ciro conquistó Babilonia, animó a los judíos a independizarse y establecerse en su imperio, que incluía áreas de Asia Central. Por lo tanto, durante la Edad Media, el mayor asentamiento judío en Asia Central tuvo lugar en el Emirato de Bujará.
Entre los judíos de Bujará, hay dos teorías antiguas sobre como los judíos se establecieron en Asia Central. Muchos de ellos remontan su ascendencia a la Tribu de Neftalí y la Tribu de Isacar, dos de las Tribus Perdidas de Israel ambas tribus podían haber estado en el exilio durante la cautividad asiria de Israel en el siglo VII antes de Cristo. Hay otra tradición afirmando que judíos de Asia Central son descendientes de los israelitas que nunca volvieron del cautiverio babilónico después de su exilio en el siglo V A.C 
Fuentes modernas han descrito a los judíos de Bujará como "un grupo étnico y lingüístico en Asia Central que alegan descender de exiliados del siglo V de Persia".
Los judíos bujarianos de Asia Central estuvieron esencialmente aislados del resto del mundo judío después de 2.000 años, pero de alguna manera lograron sobrevivir y preservar su identidad judia y su patrimonio frente a obstáculos casi insuperables. Están considerados como uno de los más antiguos grupos etno-religiosos de Asia Central y con los años han desarrollado su propia cultura. A lo largo de los años, judíos de países del Norte de África como Marruecos, y países de Oriente Medio como  Irán, Irak, Yemen y  Siria, emigraron hacia Asia Central (por lo general siguiendo la antigua Ruta de la Seda). 

## Nombre y lenguaje

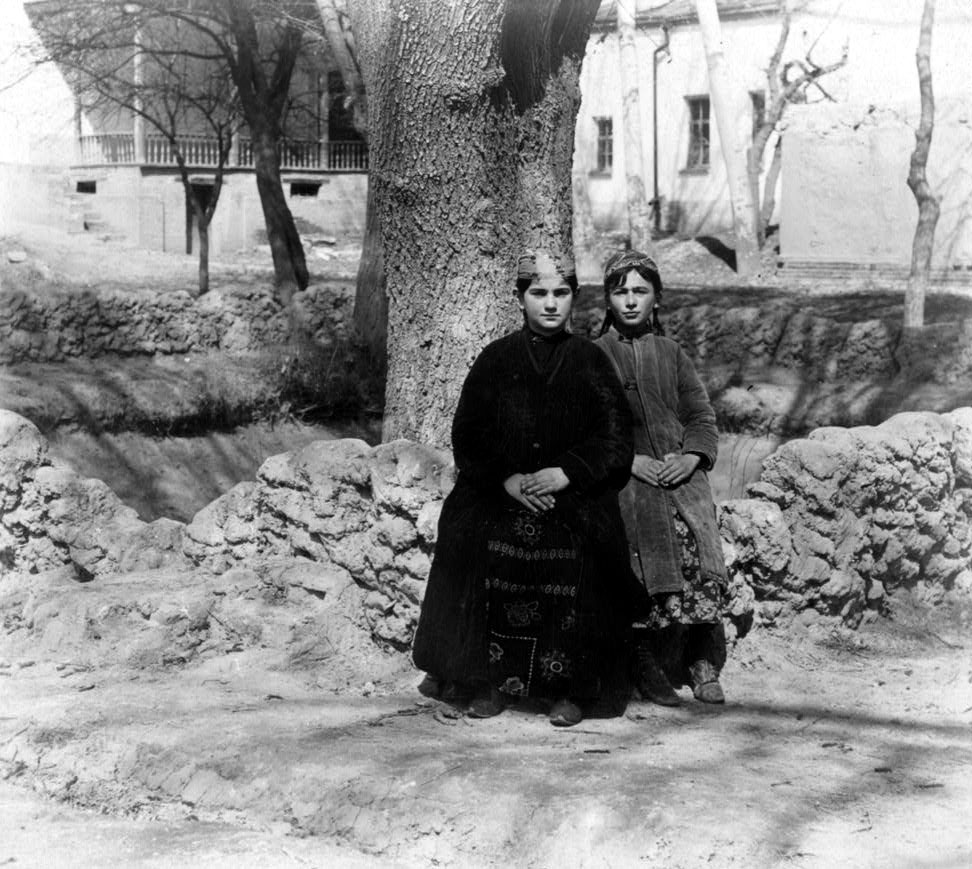
Mujeres judías bujarianas en el año 1900.

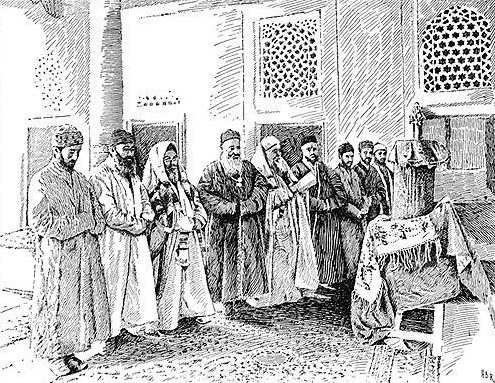
Interior de la gran Sinagoga de Bujará, basada en la fotografía de Elkan Nathan Adler.

El término judíos bujarianos fue acuñado en Europa por los  viajeros que visitaron Asia Central alrededor del siglo XVI. Dado que la mayoría de la comunidad judía en aquel momento vivía en el Emirato de Bujará, llegaron a ser conocidos como los judíos bujarianos. El nombre propio de la comunidad era simplemente "Bnei Israel" (Hijos de Israel).
El apelativo bujariano, fue adoptado por los judíos de Bujará que se trasladaron a los países de habla inglesa, es un anglicismo del término hebreo "bujari". Sin embargo, bujariano fue el término utilizado históricamente por los escritores ingleses para referirse a los judíos originarios de la ciudad de Bujará. Los judíos bujarianos utilizaron la lengua persa para comunicarse entre sí, y más tarde desarrollaron el bujariano, un dialecto distinto del idioma tayiko con ciertas huellas lingüísticas del hebreo.
Este lenguaje proporcionó a los bujarianos una comunicación más fácil con sus comunidades vecinas, y se utilizó para potenciar toda la vida cultural y educativa entre los judíos. Fue utilizado ampliamente hasta que la zona fue rusificada por los rusos, y se detuvo la difusión de la información religiosa.
La generación de bujarianos ancianos utiliza el dialecto bujariano como su idioma principal, pero habla ruso con un ligero acento de Bujará. El uso del idioma entre las generaciones más jóvenes es nulo, pues su idioma principal es el ruso. Los judíos de Bujará son judíos mizrajíes, aunque actualmente practican el judaísmo rabínico sefardí.

## Historia
La primera historia escrita sobre Judíos en Asia Central data de principios del siglo IV A.C. Se recuerda el Talmud por influencia del rabino Shmuel Bar Bisna, un miembro de la academia talmúdica de Pumbedita, quien viajó a Margiana (actual Merv de Turkmenistán). Bar Bisna temía que el vino y el alcohol producido por los judíos locales no era kosher. La presencia de comunidades judías en Merv también se demuestra por los escritos judíos en osarios de los siglos V y VI, descubiertos entre 1954 y 1956.

### Siglo XVI al XVIII
En el comienzo del siglo XVI, el área fue invadida y ocupada por nómadas uzbekos; aquellas tribus establecieron estricta observacia de la religión islámica. Alrededor de 1620, la primera sinagoga fue construida en la ciudad de Bujará, esto se hizo a pesar del decreto del Califa Omar, que prohibía la construcción de nuevas sinagogas, dicho decreto prohibía la destrucción de las sinagogas existentes en el período pre-islámico. Hubo un caso en que el califa Omar ordenó la destrucción de una mezquita que fue construida ilegalmente en tierra judía. Antes de la construcción de la primera sinagoga, los judíos habían compartido un lugar de rezo en una mezquita con los musulmanes.
Esa mezquita fue llamada El Magoki Atoron (la "mezquita del hoyo"). Algunos dicen que tanto judíos como musulmanes adoraban a Dios en el mismo lugar y al mismo tiempo. Otras fuentes insisten en que los judíos oraban a Dios después de los musulmanes. La construcción de la primera sinagoga en Bujará fue acreditada a dos personas: Nodir Divan-Begi, un funcionario de gran importancia, y a una viuda anónima.
Durante el siglo XVIII, los judíos bujarianos se enfrentaron a una discriminación y persecución considerable; los centros judíos fueron cerrados, y los musulmanes de la región ocasionalmente forzaron la conversión de algunos judíos bujarianos, de manera que la población judía bujariana disminuyó drásticamente, hasta el punto en que llegaron a estar casi extinguidos. Debido a las presiones recibidas por algunos bujarianos para convertirse al Islam, la persecución y el aislamiento del resto del mundo judío, los judíos de Bujará comenzaron a carecer de los conocimientos y la práctica de la religión judía. A mediados del siglo XVIII, los judíos bujarianos en su totalidad vivían en el Emirato de Bujará.

#### Rabino Yosef Maimon

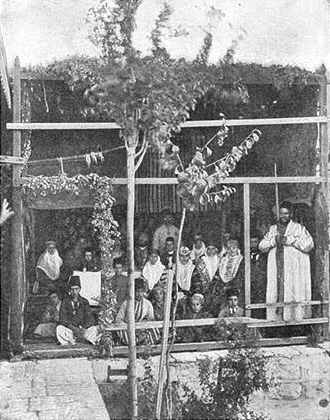
Judíos bujarianos celebrando la festividad de Sucot, año 1900.

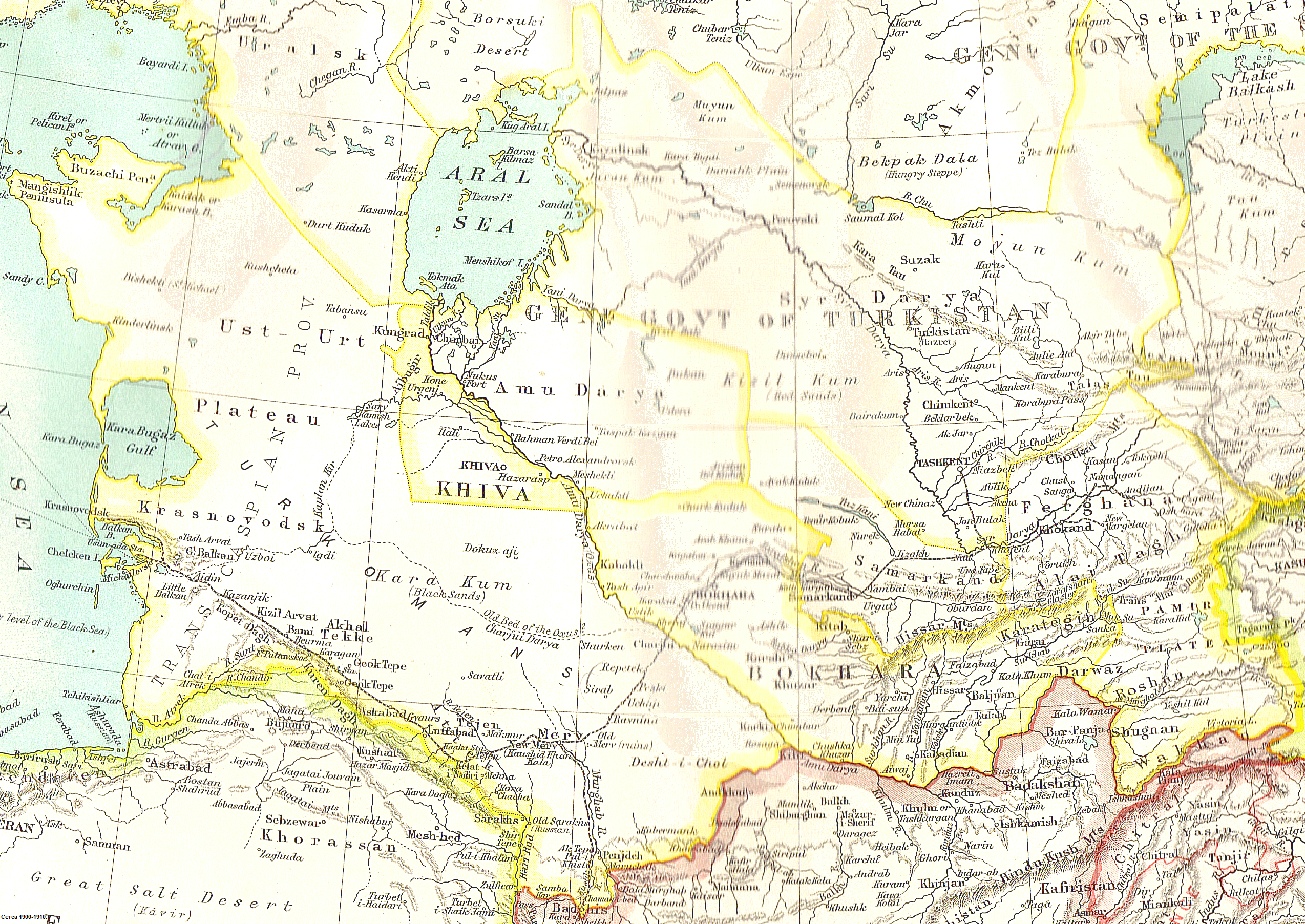
Frontera rusa y territorio de Kiva, Bujará y Kokand entre los años 1902–1903.

En 1793, el Rabino Yosef Maimón, un judío sefardí de Tetuán, Marruecos y cabalista prominente de Safed, viajó a Bujará y encontró a los judíos locales en muy mal estado. Decidió establecerse allí. Maimón se decepcionó al ver los judíos bujarianos carecían del conocimiento necesario de la ley rabínica judía y estaban abandonando la práctica de sus costumbres religiosas. Maimón se convirtió en su nuevo  líder espiritual, con el objetivo de educar y revivir la observancia de la comunidad judía y la fe en el judaísmo. Cambió su tradición religiosa persa por la tradición judía sefardí.  Maimón era un antepasado de Shlomo Moussaieff, de Jeffrey Moussaieff Masson, y de la primera dama de Islandia Dorrit Moussaieff.

### sigloXIX
En 1843 los judíos de Bujará fueron visitados por el llamado "misionero excéntrico", José Wolff, un judío convertido al cristianismo que se había impuesto la tarea de encontrar las tribus perdidas de Israel y a Charles Stoddart que había sido capturado por el Emir,  Nasrullah Khan. Wolff escribió prolíficamente sobre sus viajes, y los diarios de sus expediciones proporcionan información valiosa sobre la vida y las costumbres de los lugares y los pueblos que conoció en sus viajes, entre ellos los judíos de Bujará. En 1843, por ejemplo, se recaudaron 10.000 monedas de plata y se adquirieron unos terrenos en Samarcanda, conocidos como Makhallai Yakhudion, cerca de Registon.
A mediados del siglo XIX, los judíos bujarianos comenzaron a moverse a la Tierra de Israel. El terreno en el que se instalaron en Jerusalén fue nombrado el "Barrio de los bujarianos" (Shunat HaBucharim) y todavía existe hoy en día.
En 1865, las tropas rusas ocuparon Taskent, y hubo una gran afluencia de judíos hacia la región de Turquestán. Entre 1876 y 1916, los judíos fueron libres de practicar el judaísmo. Decenas de judíos bujarianos tenían empleos de prestigio en la medicina, el derecho, y el gobierno. Muchos judíos prosperaron, algunos judíos de Bujará tuvieron éxito siendo actores de renombre, artistas, bailarines, músicos, cantantes, productores de cine y deportistas. Varios artistas de Bujará fueron artistas con mérito y ganaron el título de "artista del pueblo de Uzbekistán", "artista del pueblo de Tayikistán", e incluso (en la era soviética) "artista del pueblo de la Unión Soviética". Algunos judíos tuvieron éxito en el mundo del deporte también, de hecho, varios judíos de Bujará en Uzbekistán se convirtieron en boxeadores respetados y ganaron muchas medallas para el país.

### sigloXX
Antes de la creación del estado de Israel, los judíos de Bujará eran una de las comunidades judías más aisladas del mundo. Con el establecimiento de la Unión Soviética y su dominio sobre el territorio desde 1917, la vida judía se deterioró gravemente. A lo largo de los años 1920 y 1930, miles de judíos huyeron de la opresión religiosa, la confiscación de propiedad, detenciones y represiones.  La mayoría huyó a Palestina. En Asia Central, la comunidad trató de preservar sus tradiciones al mismo tiempo que demostraba su lealtad al gobierno soviético. La Segunda Guerra Mundial y el Holocausto, trajeron a muchos refugiados judíos asquenazitas, que provenían de las regiones europeas de la Unión Soviética y de la Europa ocupada por los nazis, a través de Uzbekistán. A partir de 1972, una de las mayores emigraciones judías de Bujará en la historia, ocurrió cuando los judíos de Uzbekistán y Tayikistán emigraron a Israel y a los Estados Unidos, debido a las restricciones mayormente flexibles en materia de inmigración. A finales de 1980 a principios de 1990, casi todos los judíos de Bujará, abandonaron Asia Central para ir hacia los Estados Unidos,  Israel, Europa o Australia, en la última emigración masiva de los judíos bujarianos de sus tierras ancestrales.

#### Después de 1991
Con la disolución de la Unión Soviética y la fundación de la República independiente de Uzbekistán en 1991, un crecimiento temido de las políticas nacionalistas en el país, así como el resurgimiento del fundamentalismo islámico en Uzbekistán y Tayikistán, detonó un aumento en el nivel de emigración de los judíos (tanto los bujarianos como los asquenazitas). Antes del colapso de la URSS, había 45.000 judíos de Bujará en Asia Central.
Hoy en día hay cerca de 150.000 judíos bujarianos en Israel (principalmente en el área metropolitana de Tel Aviv que incluye los barrios de Tel Kabir, Shapira, Kiryat Shalom, Hatikva y ciudades como Or Yehuda, Ramla y Jolón) y 60.000 en los Estados Unidos especialmente en Queens, un barrio de la ciudad de Nueva York que es ampliamente conocido como el "crisol de razas" de los Estados Unidos debido a su diversidad étnica, en algunas comunidades pequeñas de los EE. UU. como Phoenix, Arizona, en Florida, en Atlanta, Georgia, en San Diego, en Los Ángeles, en Seattle y en Denver. Solo unos pocos miles permanecen aún en Uzbekistán. Cerca de 500 viven en Canadá, (principalmente en Toronto, Ontario y Montreal, Quebec). Casi no hay Judíos de Bujará que permanezcan en Tayikistán, (en comparación con la población judía de 15.000 personas en Tayikistán en 1989).

## Poblaciones emigrantes

### Tayikistán
A principios de 2006, la todavía activa sinagoga de Dusambé en Tayikistán, así como la mikve (el baño ritual) de la ciudad, los  establecimientos de comida kosher, y las escuelas judías fueron demolidas por el gobierno (sin compensación a la comunidad) para hacer espacio para el nuevo Palacio de la Nación. Después de una protesta internacional, el Gobierno de Tayikistán anunció que había replanteado su decisión, y afirmó públicamente que permitiría que la sinagoga fuera reconstruida en su ubicación actual. Sin embargo, a mediados de 2008, el gobierno de Tayikistán destruyó totalmente la sinagoga y comenzó la construcción del Palacio de la Nación. La sinagoga de Dusambé era la única sinagoga de Tayikistán, y por lo tanto la comunidad judía se quedó sin un centro o un lugar para orar. Como resultado, la mayoría de los judíos de Bujará residentes en Tayikistán, viven ahora en Israel y en los Estados Unidos, ellos tienen opiniones muy negativas hacia el gobierno de Tayikistán, y muchos han cortado todos los vínculos que tenían con el país. En 2009, el gobierno tayiko reconstruyó la sinagoga en una ubicación diferente para la pequeña comunidad judía del país.

### Estados Unidos
Actualmente, los judíos de Bujará se concentran sobre todo en los EE. UU., en la ciudad de Nueva York, Arizona, Atlanta, Denver, en el estado de Florida, en Los Ángeles y en San Diego.
La calle 108 de Nueva York, está situada en el barrio de Queens, muchos neoyorkinos se refieren a ella a menudo como "The Bukharan Broadway"
Forest Hills, en Queens, está lleno de restaurantes y tiendas de los judíos bujarianos. Ellos han formado un enclave muy unido en esta zona que anteriormente había sido habitada principalmente por judíos asquenazíes (muchos de los judíos asquenazíes han asimilado la cultura judía estadounidense y de una manera más amplia, con cada generación sucesiva). La congregación Tiferet Israel de Queens, es una sinagoga que fundada en el año 1900 por los judíos asquenazíes, se convirtió en una sinagoga de los judíos de Bujará en la década de 1990. Kew Gardens, en Queens, también tiene una población muy grande de judíos originarios de Bujará. El autor Janet Malcolm tiene un gran interés en los judíos de Bujará que habitan en los Estados Unidos, dicho autor ha escrito sobre Jeffrey Moussaieff Masson el libro: Ifigenia en Forest Hills: anatomía de un juicio por asesinato, sobre el asesinato de Daniel Malakov, organizado por su exesposa Mazoltuv Borukhova.
En diciembre de 1999, el primer congreso de judíos de Bujará de los Estados Unidos y Canadá, dirigido por Boris Kandov, fue convocado en Queens. En el inicio del año nuevo judío 5765 (2005), la comunidad judía bujariana de Queens (principalmente en Rego Park y Forest Hills) celebró la apertura del centro de la comunidad judía de Bujará. Este establecimiento refleja aún más la creciente comunidad originaria de Bujará existente en el barrio de Queens, y el deseo de preservar su identidad en un mundo en constante cambio.
En 2007, los judíos bujaro-estadounidenses iniciaron un cabildeo y un esfuerzo en nombre de su comunidad. Zoya Maksumova, presidente de la organización de mujeres de Bujará "Esther Ha-Malka", (Reina Ester) dijo: "este evento representa un gran salto hacia adelante para nuestra comunidad. Estoy muy agradecida a Dios por estar aquí, puedo dar testimonio de ello. Ahora por primera vez, los estadounidenses sabrán quiénes somos". El senador Joseph Lieberman entonó, "Dios dijo a Abraham: "Tú serás un pueblo eterno... y ahora vemos que el Estado de Israel vive, y esta histórica comunidad de Bujará, que fue cortada del mundo judío durante siglos en Asia Central y padeció la opresión sufrida durante la Unión Soviética, está viva y bien en los Estados Unidos de América. Dios ha cumplido su promesa con el pueblo judío".

### Códigos de vestimenta
Los judíos bujarianos tienen su propio código de vestimenta, similar pero con rasgos de otras culturas orientales (sobre todo la turca y la mongola) que viven en Asia Central. En las bodas de hoy, todavía se puede observar a la novia y a los parientes cercanos ponerse el tradicional caftán (Jomah-ҷома-ג'אמה en bujariano y en tayiko) y los sombreros de piel forrada ricamente bordados para los bailes de boda.

### Música
Los judíos bujarianos tienen una tradición musical llamada Shashmaqam, que es un conjunto de instrumentos de cuerda, impregnada de ritmos de Asia Central, y una considerable influencia de la música klezmer, así como de melodías musulmanas, e incluso de música española que se conoce como música Shashamqam. Esta cultura musical refleja la mezcla de las voces judías, los instrumentos indios e islámicos, los textos de inspiración sufí y las melodías líricas"

### Cocina

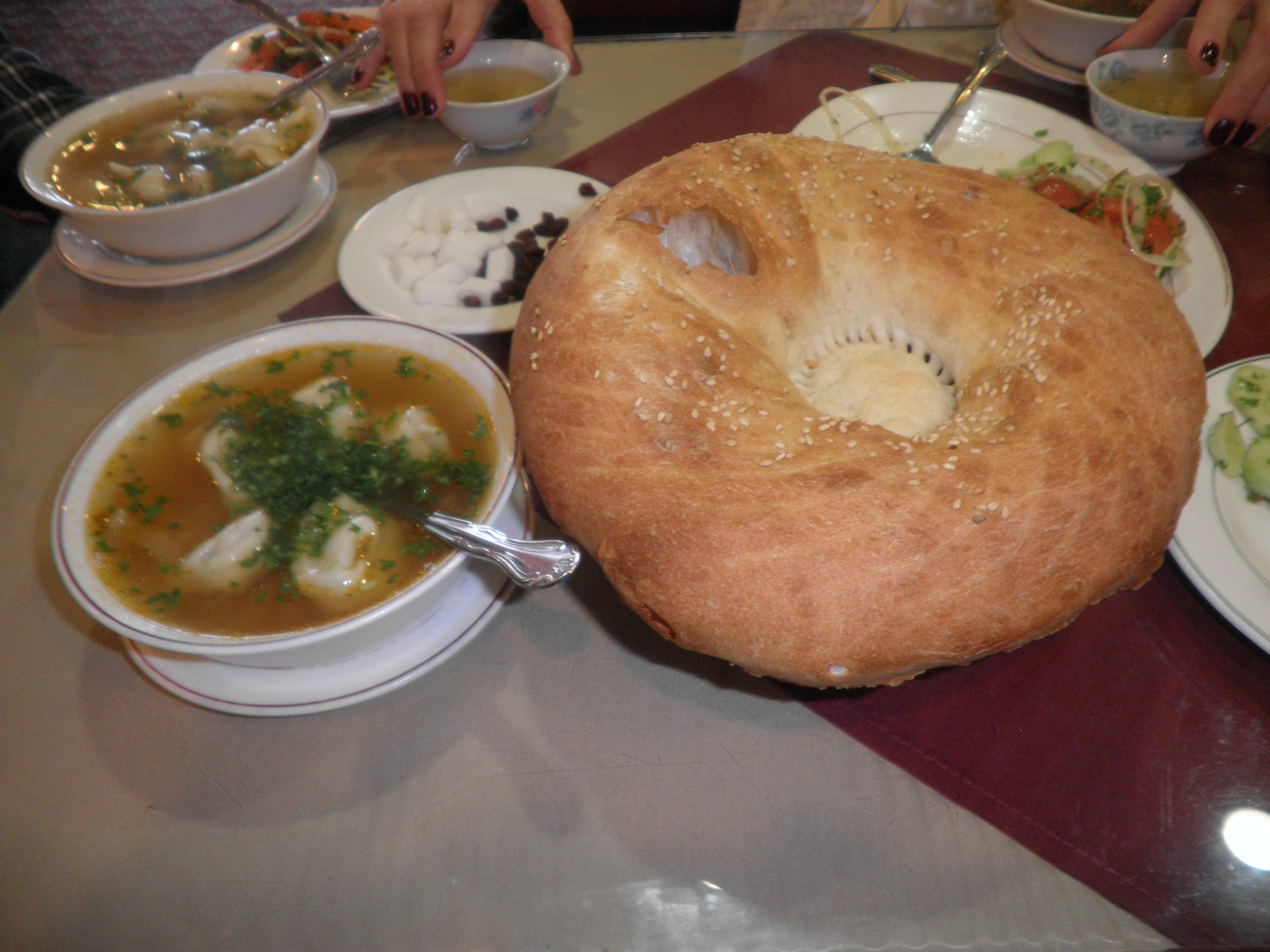
Sopa de origen asiático de nombre shurboi o dushpera

La cocina bujariana se compone de muchos platos únicos, claramente influenciados por los platos étnicos históricos de Asia, y en la actualidad se encuentran a lo largo de la Ruta de la Seda y en muchas partes de Asia Central y hasta el sudeste asiático. El Shish Kebab, se refieren a él a menudo en Rusia como un plato popular hecho de pollo, carne vacuna o cordero. Lleva fideos estirados, a menudo lanzados en un guiso de carne y verduras conocidas como lagman, que son similares en estilo al plato chino llamado Lamian, que también se sirve tradicionalmente con un caldo de carne. Los Sambusa, son pasteles rellenos de carne o verduras con especias. Plov es un plato de arroz cocido a fuego lento, este plato es muy popular, es aderezado con comino y contiene zanahoria, en algunas variedades, garbanzos, así como a menudo es cubierto con carne de res o cordero. Otro plato popular es Baksh que consiste en arroz, pechuga de pollo e hígado cortado en cubos pequeños con cilantro, lo que añade un tono de verde al arroz una vez que se ha cocinado. La mayoría de las comunidades judías de Bujará todavía producen sus panes tradicionales como el lepeshka en Rusia, un pan circular con un centro plano que tiene un patrón múltiple de diseños, está cubierto con semillas de sésamo, y el otro llamado No Toki, que tiene las características secas y crujientes del pan tradicional judío llamado matzá, pero tiene un sabor más fuerte.

## Judíos bujarianos ilustres
- Yisrael Aharoni - Cocinero y empresario de restaurantes.
- Eson Kandov -  Cantante Soviética, "Artista del Mérito de la Unión Soviética"
- Jacob Arabov - Titular de Jacob & Co.
- Ari Babakhanov - Músico de Uzbekistán.
- Amnón Cohen - Político israelí y miembro del partido político Shas en la Knéset.
- Rena Galibova - Actriz soviética, "Artista del Pueblo de Tayikistán" (un título otorgado por la República Socialista Soviética de Tayikistán).
- Meirkhaim Gavrielov - Periodista asesinado en Tayikistán en 1998.
- Shimon Hakham - Rabino y escritor bujariano-israelí. Fue uno de los fundadores del Barrio de los bujarianos.
- Robert Ilatov - Político miembro de la Knéset y militante del partido político Israel Beitenu.
- Barno Itzhakova - vocalista, famoso por su interpretación de las canciones Shashmaqam, melodías tradicionales tayikas y uzbekas.
- Lev Leviev - Un multimillonario, empresario, inversionista, filántropo, y presidente del congreso mundial de los judíos bujarianos.
- Boris Kandov - Presidente del congreso de judíos de Bujará en los Estados Unidos y en Canadá.
- Malika Kalontarova - Bailarina, "Artista del Pueblo de la Unión Soviética" (Reina de la danza oriental).
- Fátima Kuinova - Cantante Soviética, "Artista del Mérito de la Unión Soviética"
- Yosef Maimon - Líder religioso.
- Ilyas Malayev - Músico y poeta de Uzbekistán, "Honrado artista de Uzbekistán".
- Dorrit Moussaieff - primera dama de Islandia
- Jeffrey Moussaieff Masson - Autor.
- Shlomo Moussaieff (hombre de negocios) - Millonario y hombre de negocios israelí.
- Shlomo Moussaieff (rabino) - Cofundador del barrio de Bujará en Jerusalén.
- Yudik Mullodzhanov - Tenor y profesor. También conocido como "el Pavarotti de Bujará".
- Rosa Mullodzhanova - Cantante de ópera. "Honrado artista de Tayikistán".
- Shoista Mullodzhanova - Cantante de Shashmaqam, "Artista del Pueblo de Tayikistán".
- Gavriel Mullokandov - Artista popular cantante de Shashmaqam, "Artista del Pueblo de Uzbekistán".
- Jacob Nasirov - Rabino bujariano-americano de Afganistán (miembro del consejo rabínico bujariano).
- Yulia Shamalov-Berkovich - política israelí que anteriormente era miembro de la Knéset y del partido político Kadima.
- Anthony Yadgaroff - Hombre de negocios británico y líder de la comunidad judía.
- Idan Yaniv - Cantante israelí nombrado "Artista israelí del año" en 2007.
- Suleiman Yudakov -  Compositor y músico soviético, "Artista del Pueblo de la RSS de Uzbekistán".
- Ilusha Abramov (Kozi) - Cantante de Shashmaqam y Maestro, también conocido como Avraham Tolmasov.